# Мукополисахаридоз I

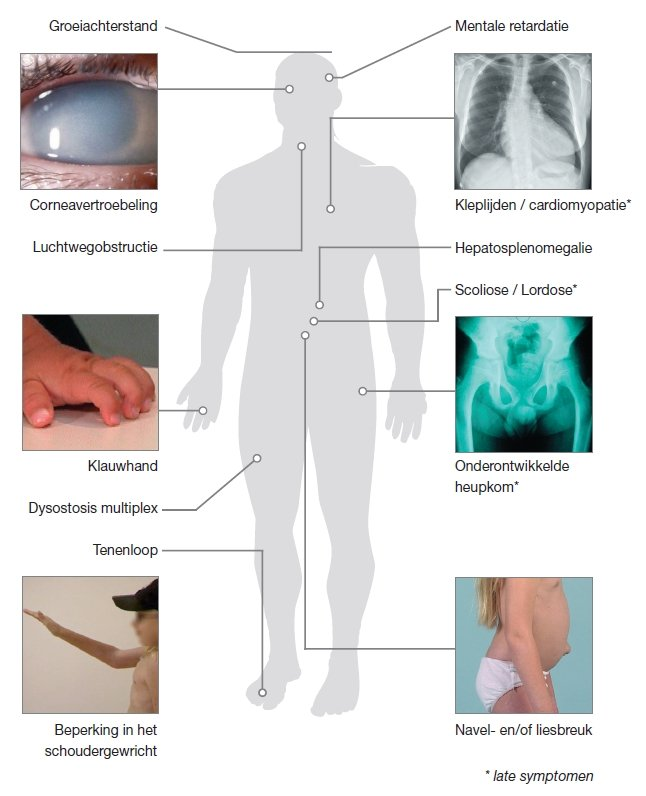
Буклеты с симптомами Мукополисахаридо́з I

Мукополисахаридо́з I (мукополисахаридоз типа I, МПС-I, англ. mucopolysaccharidosis I, MPS-I) — группа метаболических заболеваний соединительной ткани, связанных с нарушением обмена кислых гликозаминогликанов (англ. GAG или мукополисахаридов), вызванных недостаточностью лизосомного фермента обмена гликозаминогликанов альфа-L-идуронидазы. Данная группа мукополисахаридозов связана с наследственной аномалией, вызванной генетически детерминированным дефектом гена, расположенного в локусе 4q16.3, которая наследуется по аутосомно-рецессивному типу. Проявляется в виде лизосомной болезни накопления, которая приводит к различным дефектам нервной, костной, хрящевой и соединительной тканей.

## Классификация
Согласно Международной классификации болезней десятого пересмотра (МКБ-10), различают:
- E76 Нарушения обмена гликозаминогликанов:
  - E76.0 Мукополисахаридоз, тип I. Синдромы: «Гурлер» (MPS-I H), «Шейе» (MPS-I S), «Гурлер — Шейе» (MPS-I H/S).

Встречающийся в литературе термин «гаргоилизм», введенный в клинику английским врачом Эллисом (англ. R. W.В. Ellis) в 1936 году до открытия биохимической основы патологического процесса, объединяет мукополисахаридозы типа I (Н, S, H/S) и типа II (синдром Хантера).

## Патогенез
Недостаточность альфа-L-идуронидазы (фермента лизосом) способствует накаплению мукополисахаридов одного из двух классов: гепарансульфата или дерматансульфата.

## Клиническая картина
Несмотря на то, что к развитию муколисахаридоза I типа ведёт дефицит одного фермента альфа-L-идуронидазы, заболевание проявляется в трёх клинических вариантах: синдром Гурлер, синдром Шейе и синдром Гурлер — Шейе.
Исторически первым двумя педиатрами: австрийским — нем. Hurler Gertrud [G. Hurler] (1889–1965) и немецким — нем. Pfaundler Meinhard von [M. V. Pfaundler] (1872–1947) описан синдром, при котором определяется подавляющее большинство компонентов фенотипа, характерных для этой группы наследственных заболеваний, и все они — резко выражены. Описанная авторами болезнь, ставшая прототипом всех мукополисахаридозов I типа, проявляется в первые месяцы жизни грубыми чертами лица (гаргоилизм), гепатоспленомегалией, тугоподвижностью суставов, деформацией позвоночного столба. Позже американским офтальмологом Шейе, англ. Н. G. Scheie (1909–1990) описана вторая форма болезни с более поздним началом и более доброкачественным течением, названная синдром Шейе. Последней описана промежуточная форма болезни, названная синдром Гурлер — Шейе.

### Синдром Гурлер
Дети с синдромом Гурлер отличаются низкорослостью (отставание в физическом развитии наблюдается с конца первого года жизни). Характерны признаки гаргоилизма: крупный череп, крутой лоб, запавшая переносица, толстые губы, большой язык, характерное выражение лица («лицо выплевывающего воду»). Кроме того, отмечается короткая шея, ограниченная подвижность суставов (тугоподвижность, главным образом, затрагивает локтевые и межфаланговые суставы пальцев кистей и стоп), фиксированный кифоз на месте перехода грудных позвонков к поясничным, укорочение конечностей, в основном, происходит за счёт проксимальных отделов (бёдер и плеч), в меньшей степени — голеней и предплечий. Весьма своеобразно строение кисти пациента: пальцы короткие, одинаковые по длине (изодактилия) расходятся веерообразно, напоминая трезубец. Нижнепоясничный лордоз способствует выпячиванию живота вперёд, а ягодиц назад. Отмечается гепатоспленомегалия, склонность к формированию пупочной грыжи. Характерно диффузное помутнение роговицы за счёт накопления в ней дерматансульфата. Возможно развитие слабоумия, кариеса зубов, характерной формы ногтевых пластинок в виде часовых стёкол, тугоухость или глухота, низкий хриплый голос, гипертрихоз, сухие и жёсткие волосы. В большинстве случаев в патологический процесс вовлекается сердце — оно увеличивается в размерах, происходят изменения клапанов, миокарда, эндокарда, крупных и коронарных артерий. При рентгенологическом исследовании определяется преждевременное окостенение лямбдовидного шва, расширение турецкого седла, характерная форма позвонков («рыбьи позвонки»), искривление лучевой кости, деформации метафизарных и эпифизарных отделов длинных трубчатых костей, короткие метакарпальные кости и фаланги пальцев. Такие дети обычно не доживают до 10 лет.

### Синдром Шейе
Клиническая симптоматика развивается на фоне нормальной продолжительности жизни, обычно не проявляется до достижения возраста 4 — 5 лет и может включать в себя:
- помутнение роговицы с прогрессирующей потерей зрения вплоть до слепоты;
- гаргоилизм: грубые черты лица, широкий рот с полными губами, прогнатизм;
- избыточный рост волос на теле (гипертрихоз, гирсутизм);
- характерные деформации кистей и стоп;
- тугоподвижность суставов.

### Синдром Гурлер — Шейе
Синдром Гурлер — Шейе (мукополисахаридоз-I H/S) является менее тяжёлым промежуточным вариантом между синдромами Гурлер и Шейе. Фенотип пациентов также является промежуточным между фенотипом свойственным синдрому Гурлер и Шейе. Существует предположение, что больные синдромом Гурлер — Шейе являются генетическими химерами с одним аллелем синдрома Гурлер и вторым — синдрома Шейе.
Клиническая симптоматика характеризуется в основном кожными проявлениями, сочетающимися с умеренной умственной отсталостью и помутнением роговицы.

## Диагностика
- Определение активности лизосомальных гидролаз (альфа-L-идуронидазы);
- Исследование мочи — определение экскретируемого с мочой типа мукополисахарида (дерматансульфат, гепарансульфат).

## Лечение
Современная наука получила возможность проводить фермент-заместительную терапию для пациентов с мукополисахаридозом I типа, вызываемого дефектом альфа-L-идуронидазы (англ. α-L-iduronidase, lauonidase) — фермента лизосом, участвующего в катаболизме кислых мукополисахаридов, составляющих основу межклеточного вещества соединительной ткани. Группа мукополисахаридоза I типа включает в себя пациентов с синдромом Гурлер (мукополисахаридоз-I H), синдромом Шейе (мукополисахаридоз-I S), а также синдромом Гурлер — Шейе (мукополисахаридоз-I H/S). Ранняя диагностика и своевременная терапия развившейся компрессии спинного мозга может предотвратить необратимые повреждения нервов. Лечение также назначается пациентам с проблемами внутрисердечной гемодинамики, вызванными недостаточностью клапанов.